# Slaget ved Edessa
Slaget ved Edessa fandt sted mellem Romerrigets hær under kommando af kejser Valerian og Sassanidiske styrker under kommando af Shahanshah Shapur 1. i 260. Den romerske hær blev besejret og taget til fange af de persiske styrker, herunder kejser Valerian selv.